# Trainspotting (film)
Kultovní film Trainspotting z roku 1996 natočil režisér Danny Boyle podle stejnojmenného románu od Irvina Welshe. Příběh pojednává o skupině přátel, z nichž většina je závislých na heroinu. Děj se odehrává v ulicích Edinburghu, ale natáčen byl také v Glasgow a jiných lokalitách Skotska. V roce 2004 byl vyhlášen časopisem Total Film čtvrtým nejlepším britským filmem. Roku 2017 se dočkal pokračování nazvaného T2 Trainspotting.
| Herec              | Role                             |
| ------------------ | -------------------------------- |
| Ewan McGregor      | Mark „Rents“ / „Rent Boy“ Renton |
| Ewen Bremner       | Daniel „Spud“ Murphy             |
| Jonny Lee Miller   | Simon „Sick Boy“ Williamson      |
| Robert Carlyle     | Francis Begbie                   |
| Kevin McKidd       | Tommy MacKenzie                  |
| Kelly Macdonaldová | Dianne Forman                    |
| Peter Mullan       | Swanney (Mother Superior)        |
| Eileen Nicholas    | Mrs. Renton                      |
| Susan Vidler       | Allison                          |
| Pauline Lynch      | Lizzy                            |
| Shirley Henderson  | Gail                             |
| Irvine Welsh       | Mikey Forrester                  |